# Андреас Штех
Андреас Штех (нім. Andreas Stech, пол. Andrzej Stech; 9 вересня 1635, Слупськ — 12 січня 1697, Гданськ) — художник доби бароко, німець за походженням, що працював в місті Гданськ, нині Польща.

## Життєпис
Народився в місті, сучасна назва котрого Слупськ. Його батько, Генріх Штех, був родом з міста Любек і був художником. 1636 року родина перебралась на житло у місто Гданськ.

## Освіта і художня манера
Логічно, що перші художні навички син отримав в майстерні батька. Син успадкував художні здібності і є відомості, що удосконалював власну майстерність під керівництвом .
Аналіз творчого доробку Андреаса Штеха робить його своєрідним винятком серед німецьких за походженням майстрів. На землях німецьких князівств точилася Тридцятирічна війна (1618—1648), що перешкоджало нормальному навчанню молоді і засвоєнню національних німецьких художніх традицій. Декілька німецьких художників вимушено емігрували в Італію або у Нідерланди. Серед перебравшихся до Італії були Йоган Лісс, Йоахим Зандрарт, Йоган Шенфельд. Лісс помер у Італії, а два останні по закінченні війни перенесуть на землі Німеччини стиліситику італійського бароко з її алегоріями, біблійними сюжетами і частковими запозиченнями знахідок італійських майстрів.
Стилістика творів високо обдарованого Андреаса Штеха є вказівкою на впливи майстрів Фландрії чи Голландії. Саме там працювало чимало майстрів квіткових натюрмортів чи майстрів, що створювали зображення давньогрецьких філософів, що оплакують або сміються над людською глупотою (Дірк ван Бабюрен, для декору кабінетів і помешкань освічених поціновувачів мистецтв). В творчому доробку талановитого художника знайдені і квіткові натюрморти, і зображення давньогрецьких філософів, і низка портретів, позаяк Андреас Стех посів провідні позиції серед німецьких (і польських) портретистів другої половини XVII ст.

## Шлюби
Художник був двічі одруженим. По смерті першої дружини в родині залишилось п'ятеро дітей. Андреас Штех узяв шлюб вдруге і в родині збільшилось на чотирьох дітей.
1667 року він отримав громадянство в місті Гданськ.
Відомо, що брав замови на портрети багатих городян Гданська та на релігійні образа для церков. Серед замовників художника був Ян ІІІ Собеський. Іноді співпрацював з іншими художниками (Фердинанд ван Кессель). Художником був і брат Андреаса Штеха.
Відомо, що художник виконав ескізи для гобеленів, котрі мали прикрасити приміщення клуба для зборів лицарів та аристократів міста Данцига (так званого двору короля Артура).

## Перелік знайдених творів
- «Автопортрет»
- «Петро Фабрі», бл. 1663

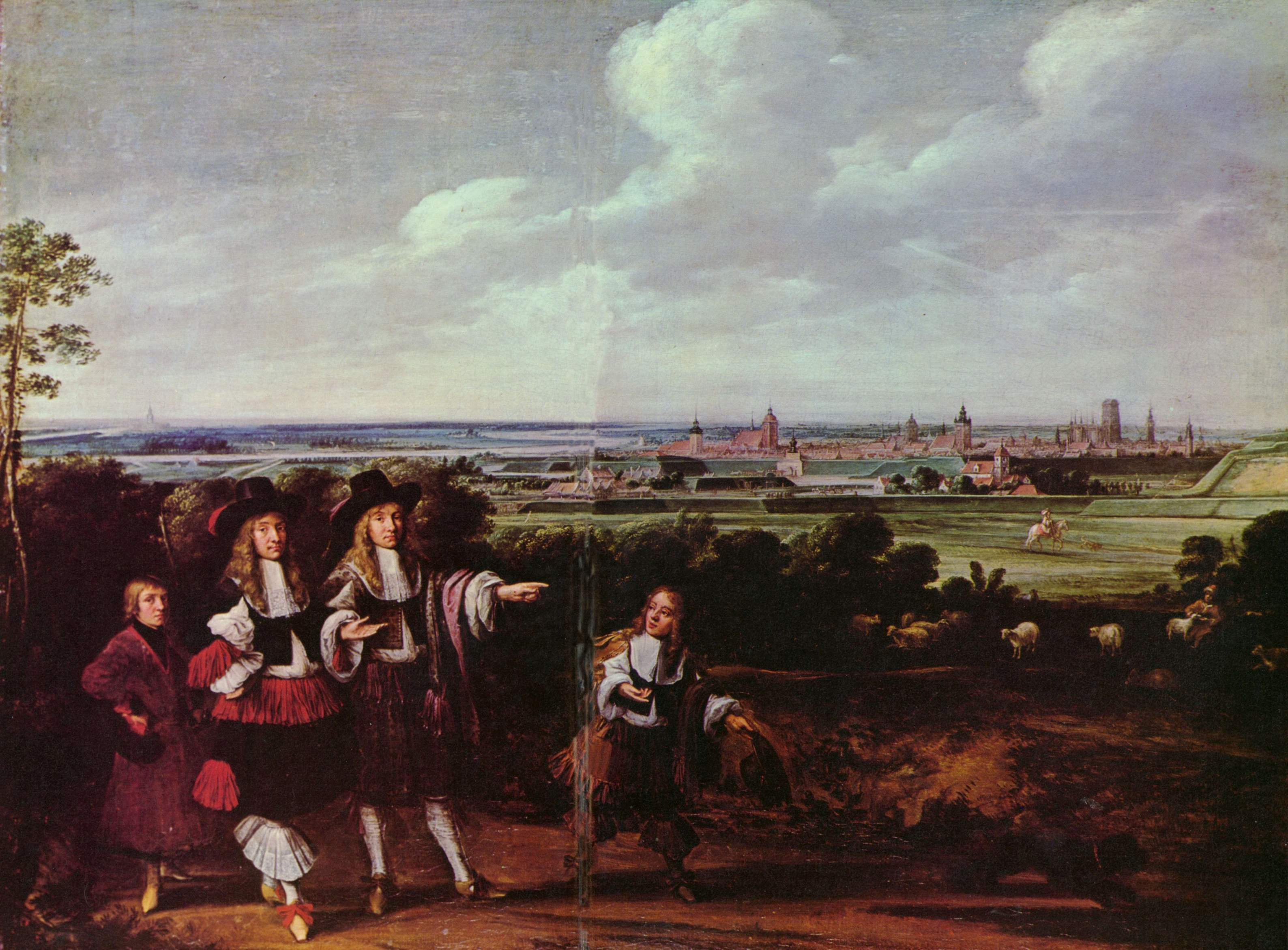
«Товариство на прогулянці в передмісті Гданська», музей герцога Антона Ульріха, Брауншвейг

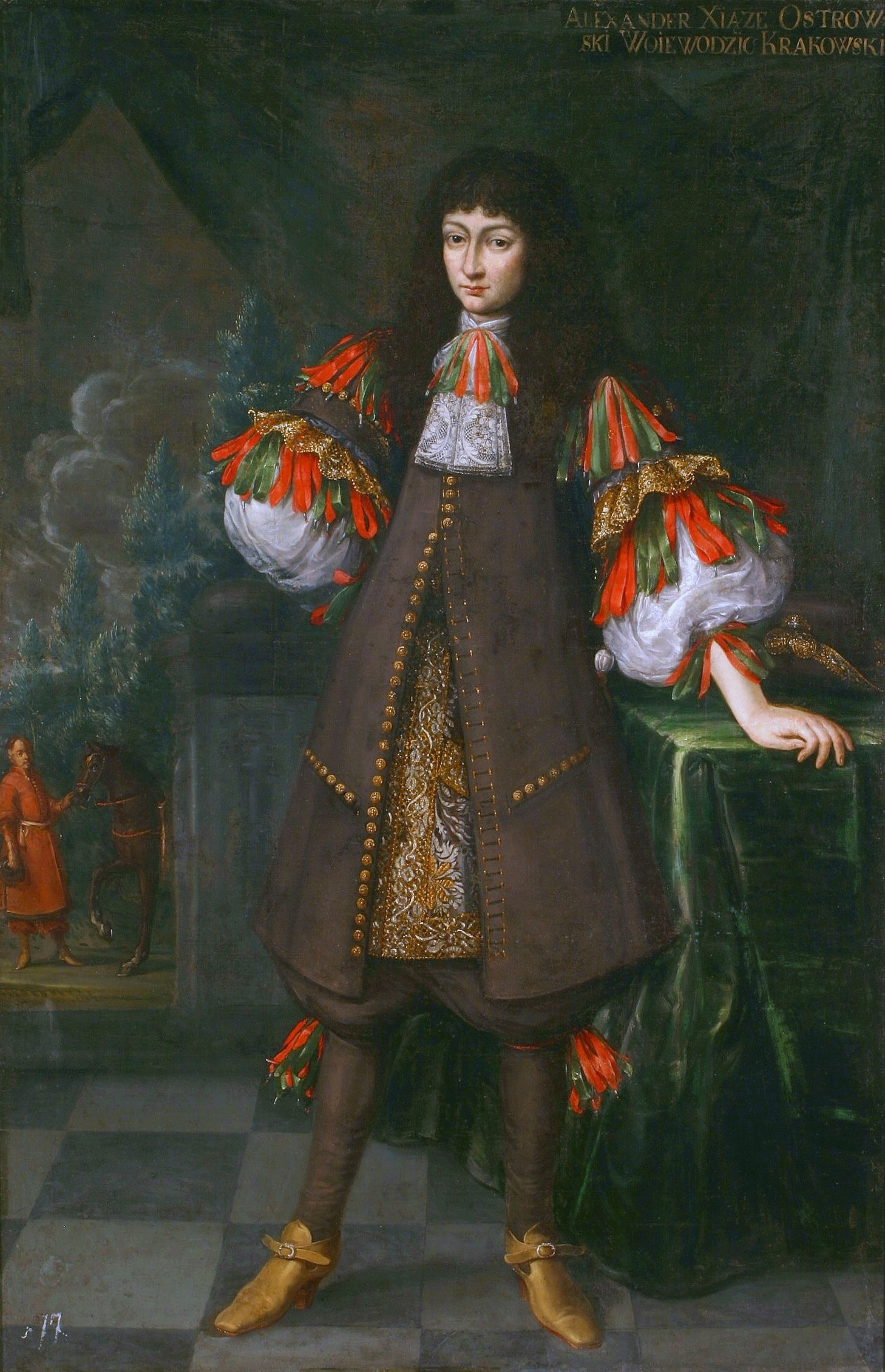
Андреас Стех. «Портрет Олександра Заславського-Острозького», бл. 1670 р. Національний художній музей Республіки Білорусь

- «Невідомий з двома квітками», 1666 р., Національний музей (Ґданськ)
- «Апостол Матвій»
- «Христос на шляху до Емауса», 1670 р.
- «Ян Хейн», 1670 р., приватна збірка
- «Товариство на прогулянці в передмісті Гданська», бл. 1670, музей герцога Антона Ульріха, Брауншвейг
- «Натюрморт з коштовним посудом, овочами, фруктами і вивіркою», 1672
- «Генріх Шварцвальд»
- «Олександр Заславський-Острозький», бл. 1670, Національний художній музей Республіки Білорусь
- «Св. Роза Лимська», 1671, церква Св. Миколая, Гданськ
- «Мучеництво Св. Андрія», 1672
- «Натюрморт з квітами», 1678, Аугсбург
- « Квітковий натюрморт», 1678 р., Національний музей (Ґданськ)
- Ян Гевелій, 1679, Оксфорд, Бодліанська бібліотека
- «Ян ІІІ Собеський в баталії під Хотином», до 1679, Львівська галерея мистецтв, Львів
- «Генрік Шварцвальд», 1682
- "Заможна пані з міста Гданськ», 1685, Національний музей (Ґданськ)
- «Габриель Фрідріх Шуман», 1685, Національний музей (Ґданськ)
- «Філософ Геракліт, що плаче над людською глупотою», до 1685
- «Філософ Демокріт, що насміхається над людською глупотою», до 1685
- «Мадонна і Св. Бернард»
- «Фрідріх Габриель Енгельк, бургомистр гданський», 1686, Національний музей (Ґданськ)
- «Видіння пророка Єзекіїля», бл. 1690
- «Якуб Грюнвальд», до 1696

## Галерея обраних творів

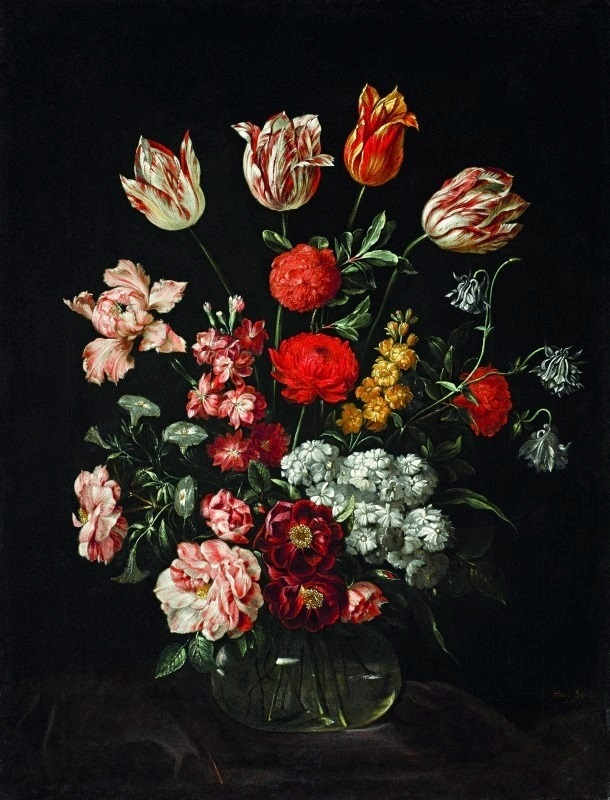
Андреас Стех. « Квітковий натюрморт», 1678 р., Народний музей, Гданськ

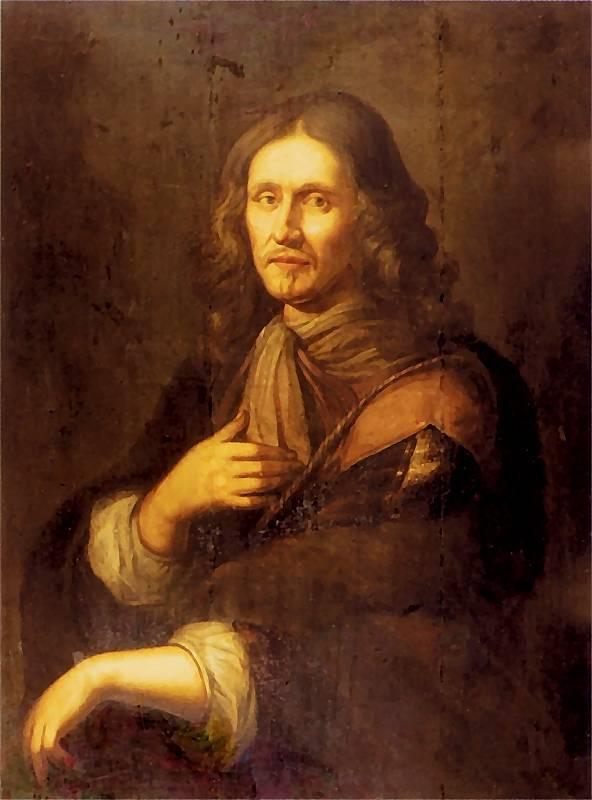
Андреас Стех. «Портрет невідомого гордянина», 1675 р.
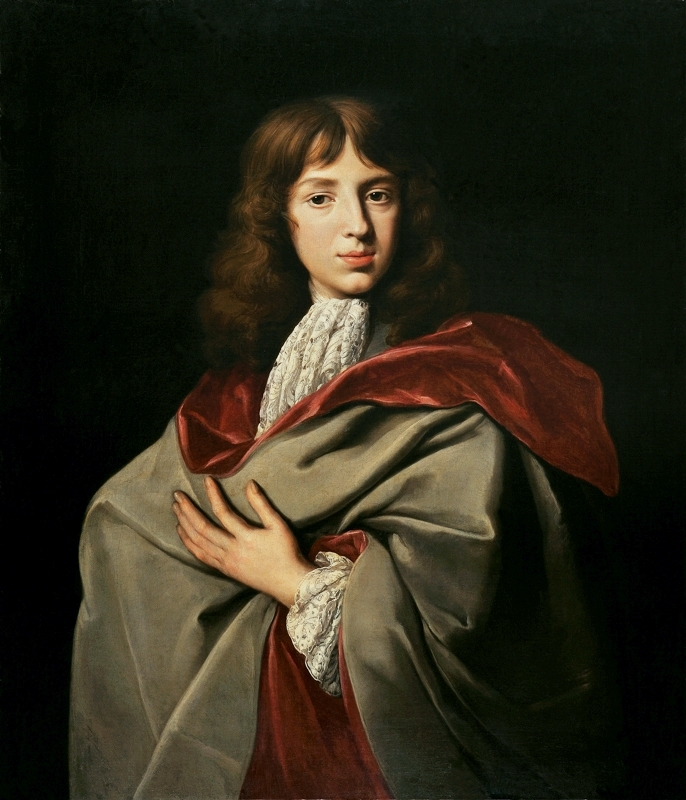
« Габриель Фрідріх Шуман», 1685, Народний музей, Гданськ
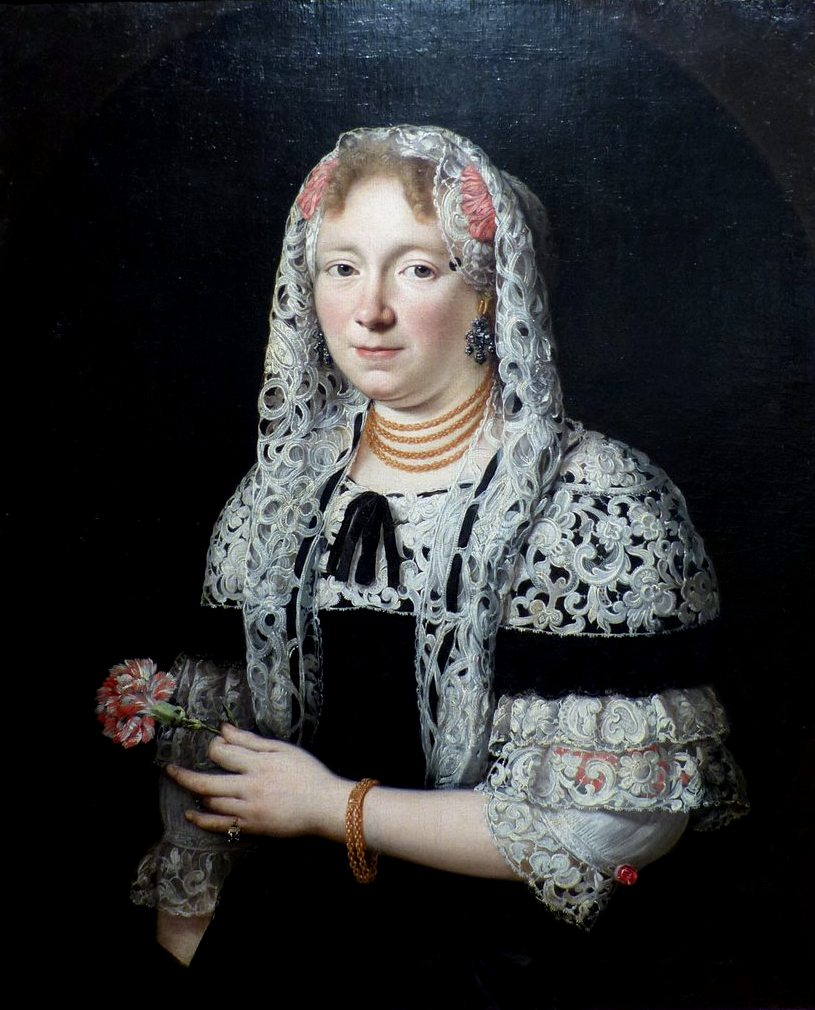
«Заможна пані з міста Гданськ», 1685 р., Народний музей, Гданськ
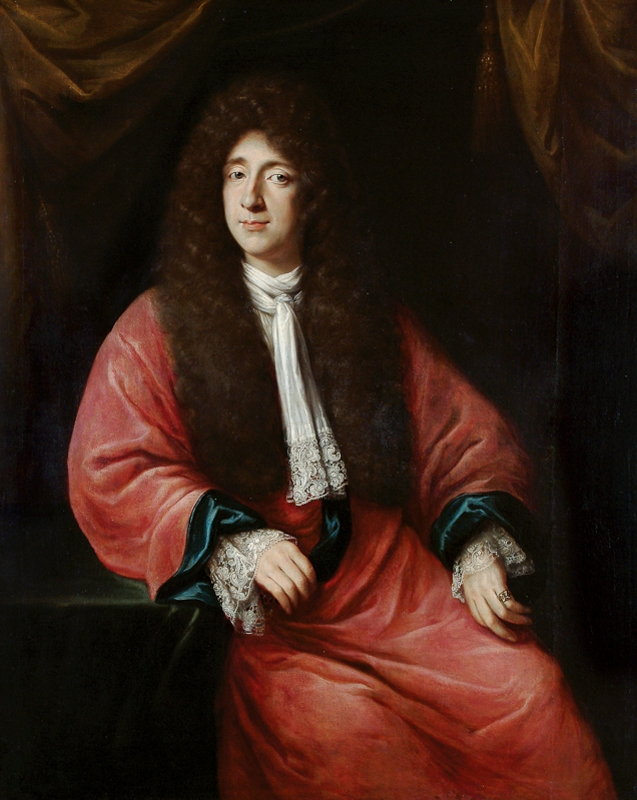
«Фрідріх Габріель Енгельк, бургомистр гданський», 1686, Народний музей, Гданськ